# Stasys Eidrigevičius
Stasys Eidrigevičius né le 24 juillet 1949 à Mediniškiai (lt) (Lituanie) est un peintre, graphiste, photographe, illustrateur et affichiste polonais d'origine lituanienne.

## Biographie
Stasys Eidrigevicius, également connu sous son seul prénom de Stasys, naît le 24 juillet 1949 dans le village de Mediniškiai (lt) en Lituanie, d'un père polonais et d'une mère lituanienne.
En 1964-1968, il apprend le travail artistique du cuir à l'école des métiers d'art de Kaunas, où il obtient un diplôme avec mention pour la conception de reliures de livres en cuir. À partir de 1968, il poursuit ses études à la faculté de peinture et d'arts graphiques de l'Académie des arts de Vilnius, où il obtient son diplôme en 1973.
Il s'installe à Varsovie en 1980.

## Œuvre
Eidrigevičius est actif dans de nombreux domaines artistiques, comme la peinture à l'huile, l'illustration de livres, le graphisme et la photographie. Il s'intéresse à l'affiche depuis 1984.
Il peint ou photographie ses proches, cette observation attentive des traits particuliers lui sert plus tard, lorsqu’il créé sa galerie des visages-masques.

## Récompenses et distinctions
- Plaque d'Or de Bratislava 1979[4] à la Biennale d'illustration de Bratislava (BIB) pour Robotas ir peteliškė (texte de Vytautė Žilinskaitė).
- Mention honorifique au Salon des petites formes graphiques à Łódź, Pologne (1979).
- Médaille d'or à la Biennale internationale d'Exlibris à Malbork (1980).
- Plaque d'Or de Bratislava 1981[4] à la Biennale d'illustration de Bratislava (BIB) pour Król kruków (texte de Paul Delarue).
- Grand prix d'illustration de livres à Barcelone, Espagne (1986).
- Grand prix à la Biennale internationale de l'affiche de Lahti, Finlande (1989).
- Plaque d'Or de Bratislava 1989[4] à la Biennale d'illustration de Bratislava (BIB) pour Histoires de Nez, texte de James Kruss.
- 3e Prix à la Biennale internationale de l'affiche de Varsovie (1990).
- Pinceau d'argent (nl) pour ses illustrations de Teus Langneus (texte de James Kruss).
- Grand Prix de Bratislava 1991[4] à la Biennale d'illustration de Bratislava (BIB).
- Médaille d'or, Toyama, Japon (1994).
- 1er prix à la Biennale de l'affiche polonaise, Katowice (1999).
- Prix national des arts, Lituanie (2001).
- Médaille du Mérite culturel polonais Gloria Artis (2010)[5].
- Commandeur de l'ordre du Mérite de la république de Pologne (2019)[6].

## Expositions
- 1999, Vilnius[2].
- 2003, Nord-Est, Paris[2].
- 2009, Blue Square, Paris[2].